# Eric Pereira
Eric Pereira (sinh ngày 5 tháng 12 năm 1985) là một cầu thủ bóng đá người Brasil.

## Sự nghiệp câu lạc bộ
Eric Pereira đã từng chơi cho Matsumoto Yamaga FC.